# Марінер-2

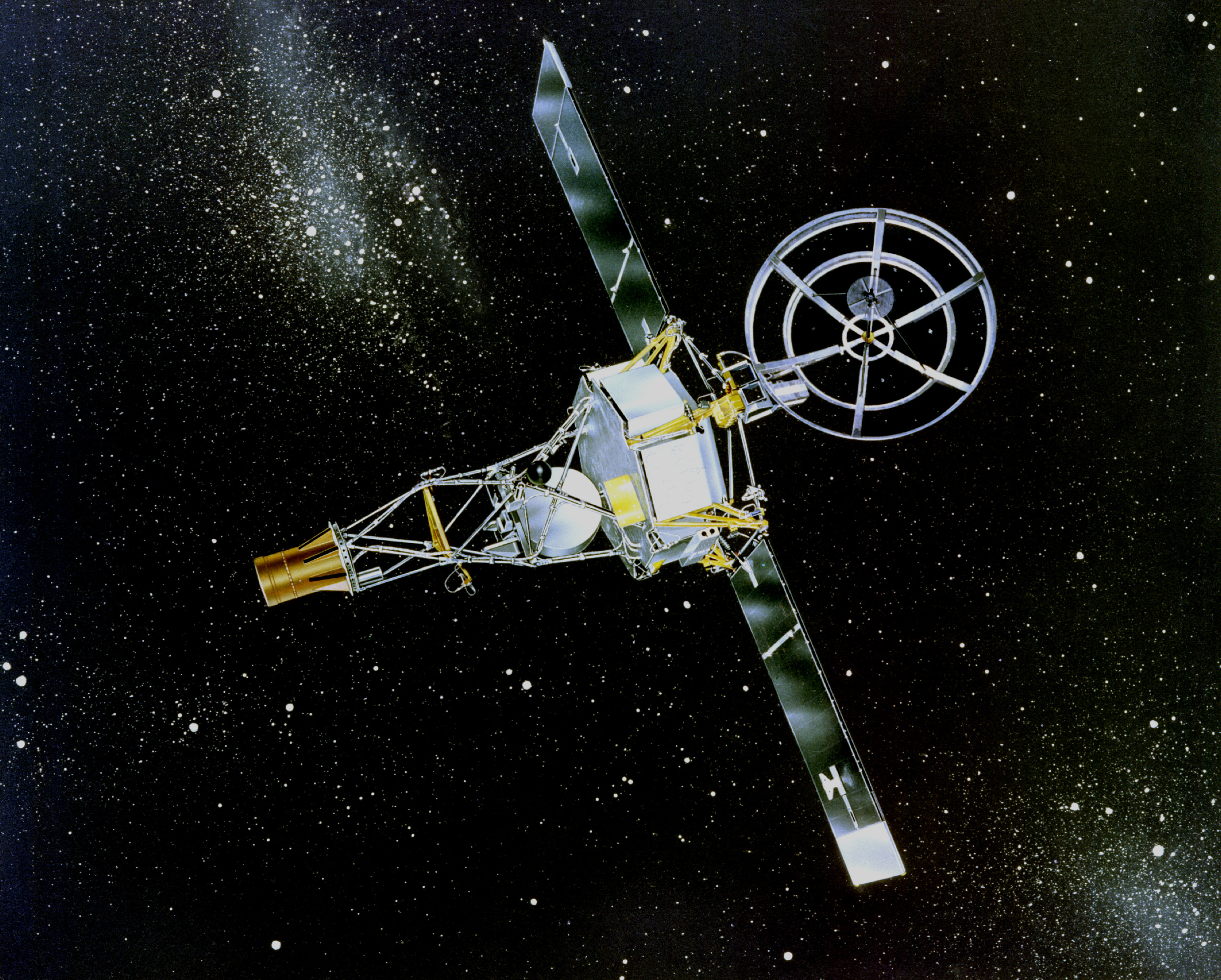
«Марінер-2»

«Марінер-2» (англ. Mariner 2) — американський космічний зонд, запущений 27 серпня 1962 року для дослідження Венери.

## Опис
Маса 203 кг. Апарат був обладнаний науковими приладами для виміру магнітного поля, інфрачервоного і мікрохвильового опромінювання, детектування частинок високих енергій, метеоритного пилу. Фотокамери на космічному зонді були відсутні.

## Політ
У грудні 1962 року апарат пройшов на відстані 34,7 тис. км від Венери і передав дані, що підтверджують теорію про її екстремально гарячу атмосферу, виявив відсутність у Венери магнітного поля (у межах чутливості апарата), виміряв швидкість обертання планети навколо своєї осі.
«Марінер-2» став найпершим космічним апаратом, що провів безпосередні виміри сонячного вітру, а також виміряв кількість космічного пилу, що виявилася меншою від очікуваної. 2 січня 1963 року зв'язок із космічним зондом припинився.
«Марінер-2» був «близнюком» «Марінера-1», який вибухнув на старті.